# Мајерсвил (Мериленд)
Мајерсвил (енгл. Myersville) град је у америчкој савезној држави Мериленд.

## Демографија
По попису из 2010. године број становника је 1.626, што је 244 (17,7%) становника више него 2000. године.
| Група             | 2000.         | 2010.         |
| Белци             | 1.349 (97,6%) | 1.498 (92,1%) |
| Афроамериканци    | 9 (0,7%)      | 36 (2,2%)     |
| Азијати           | 4 (0,3%)      | 21 (1,3%)     |
| Хиспаноамериканци | 13 (0,9%)     | 57 (3,5%)     |
| Укупно            | 1.382         | 1.626         |